# 秦日綱
秦 日綱（しん じつこう、Qín Rìgāng、1821年 - 1856年）は、太平天国の指導者の一人。燕王に封ぜられた。
広西省潯州府貴県出身。早くから拝上帝会に入信し、1851年の金田蜂起に参加して天官正丞相に任命された。1853年、翼王石達開に代わって安慶に駐屯する。翌年燕王に封ぜられ、北伐軍の救援に向かったが舒城で引き返した。武昌と漢陽が陥落すると、田家鎮まで救援に向かったが、12月に湘軍に敗北し安慶に撤退した。1855年、広済で湖広総督楊霈の軍を撃破し、武昌・漢陽を占領した。1856年5月、鎮江に援軍を率いて赴き、6月には鎮江守将の呉如孝とともに江蘇巡撫ジルハンガ（吉爾杭阿）と7千の清軍を殲滅し、続いて江南大営・江北大営を撃破した。同年9月、天王洪秀全は東王楊秀清を殺害するよう北王韋昌輝と秦日綱に密命を下し、2人は楊秀清と一族郎党を皆殺しにし、さらに韋昌輝は翼王府も襲撃した。石達開が天京を逃れた後、韋昌輝は秦日綱に追跡させたが、秦日綱は天京の外の太平天国軍の大半が石達開を支持していることを知り、追跡をあきらめた。韋昌輝が殺害された後、秦日綱は石達開の要求で洪秀全に殺害された。この事件を天京事変という。